# Eurovision Song Contest 2017
Eurovision Song Contest 2017 var den 62:a upplagan av musiktävlingen Eurovision Song Contest och ägde rum den 9, 11 och 13 maj 2017 i Kiev, Ukraina. Detta efter att låten 1944, framförd av Jamala, vunnit föregående års tävling. Vinnare i 2017 års tävling blev slutligen Portugal med bidraget Amar pelos dois, framfört av Salvador Sobral. Det var Portugals första vinst i tävlingens historia, det var också första gången sedan 2007 som ett bidrag sjunget på ett annat språk än engelska vann finalen. Programledare var Oleksandr Skitjko, Volodymyr Ostaptjuk och Timur Mirosjnytjenko. Det var första gången sedan den allra första tävlingen 1956 som det enbart var manliga programledare. 
Datumen för tävlingen sattes först till den 16, 18 och 20 maj men de var endast preliminära satta på det så kallade "Head of Delegation"-mötet inför ESC 2016. Datumen kom i slutet av juni samma år att preliminärt ändras en vecka bakåt till den 9, 11 och 13 maj 2017 efter önskemål från nationella TV-bolaget Suspilne (som var värdbolag 2017). I samband med att värdstaden presenterades i september 2016 bekräftade EBU att de preliminärt satta tävlingsdatumen blivit officiella.
Inga tävlingsbidrag fick ha varit publicerade offentligt före den 1 september 2016 och senast i mars 2017 skulle tävlingsländerna ha valt artist och bidrag.

## Tävlingsupplägg

Länder som deltog i finalen.
Länder som inte tog sig till final.
Länder som tävlat förut men inte deltog 2017.

För tionde året i rad bestod tävlingen av två semifinaler och en final. Ett första officiellt möte mellan NTU och EBU ägde rum i Genève den 13-14 juni 2016.

### Värdstad och arena
Likt tidigare års tävlingar hade valet av värdstad med tillhörande arena utsetts genom budgivning. Under perioden 24 juni till 8 juli 2016 kunde intresserade ukrainska städer skicka in förslag på sina värdskapsförslag. Totalt var det sex stycken städer som skickade in ansökan till NTU om att få stå värd för ESC 2017. Denna lista bekräftades av NTU den 8 juli, samma dag som ansökningstiden gick ut. Efter detta arrangerade NTU en debatt i ett TV-program där varje stad fick utse en representant som berättade om varje stads upplägg för tävlingen. NTU reducerade sedan listan till tre slutkandidater som kvarstod i ansökningsprocessen om att bli värdstad för ESC 2017. Dessa tre städer var Dnipro, Kiev, och Odessa. Ursprungligen sökte även städerna Charkiv, Cherson, och Lviv.
När listan sedan var nedkortad till hälften klev EBU in i arbetsprocessen genom att besöka städerna och få höra mer detaljerade uppgifter om hur de hade tänkt arrangera ESC 2017. Den 1 augusti samma år var det tänkt att värdstaden skulle presenteras, men beslutet sköts fram till den 24 augusti. Vid detta tillfälle gjordes ytterligare en uppskjutning av presentationen av okänd anledning. Jon Ola Sand gick den 26 augusti ut med information om att värdstadsarbetet är en viktig del av tävlingen och att arbetet därför måste få ta tid. Först drygt två veckor senare, den 9 september, höll NTU en presskonferens där man meddelade att huvudstaden Kiev hade vunnit kampen om att bli värdstad.

#### Kravspecifikation
De krav som en tilltänkt värdstad måste uppfylla är bland annat följande saker:
- Tävlingsarena måste ha en publikkapacitet på lägst 7 000 (men helst minst 10 000) åskådare per föreställning.
- Tävlingsarenan måste vara en inomhusarena.
- Ett presscenter måste finnas i anslutning till tävlingsarenan som ska rymma minst 1 500 ackrediterade journalister.
- Värdstaden måste ligga i närheten av en internationell flygplats som har bra kommunikationer mellan flygplats och stad.
- Värdstaden måste kunna arrangera transporter till och från flygplats, hotell och arena med mera.

## Deltagande länder
| Land           | TV-bolag           | Artist                            | Bidrag               | Språk                | Låtskrivare                                                                             | Ref.   |
| -------------- | ------------------ | --------------------------------- | -------------------- | -------------------- | --------------------------------------------------------------------------------------- | ------ |
| Albanien       | RTSH               | Lindita                           | World                | Engelska             | Big Basta, Lindita Halimi, Klodian Qafoku                                               | [ 23 ] |
| Armenien       | ARMTV              | Artsvik                           | Fly With Me          | Engelska             | Avet Barseghyan, Levon Navasardyan, Lilith Navasaryan, David Tserunyan                  | [ 24 ] |
| Australien     | SBS                | Isaiah                            | Don't Come Easy      | Engelska             | Michael Angelo, Anthony Egizii, David Musumeci                                          | [ 25 ] |
| Azerbajdzjan   | İTV                | Dihaj                             | Skeletons            | Engelska             | Sandra Bjurman, Isa Melikov                                                             | [ 26 ] |
| Belgien        | RTBF               | Blanche                           | City Lights          | Engelska             | Emmanuel Delcourt, Ellie Delvaux, Pierre Dumoulin                                       | [ 27 ] |
| Bulgarien      | BNT                | Kristian Kostov                   | Beautiful Mess       | Engelska             | Johan Alkenäs, Sebastian Arman, Alexander Vargas Blay, Borislav Milanov, Joacim Persson | [ 28 ] |
| Cypern         | CyBC               | Hovig                             | Gravity              | Engelska             | Thomas G:son                                                                            | [ 29 ] |
| Danmark        | DR                 | Anja                              | Where I Am           | Engelska             | Michael D'Arcy, Anja Nissen, Angel Tupai                                                | [ 30 ] |
| Estland        | ERR                | Koit Toome & Laura                | Verona               | Engelska             | Sven Lõhmus                                                                             | [ 31 ] |
| Finland        | YLE                | Norma John                        | Blackbird            | Engelska             | Lasse Piirainen, Leena Tirronen                                                         | [ 32 ] |
| Frankrike      | France Télévisions | Alma                              | Requiem              | Franska, engelska    | Nazim Khaled, Alexandra Maquet                                                          | [ 33 ] |
| Georgien       | GPB                | Tamara Gatjetjiladze              | Keep the Faith       | Engelska             | Tamara Gatjetjiladze, Anri Jokhadze                                                     | [ 34 ] |
| Grekland       | ERT                | Demy                              | This Is Love         | Engelska             | John Ballard, Dimitris Kontopoulos, Romy Papadea                                        | [ 35 ] |
| Irland         | RTÈ                | Brendan Murray                    | Dying to Try         | Engelska             | Jörgen Elofsson, James Newman                                                           | [ 36 ] |
| Island         | RÚV                | Svala                             | Paper                | Engelska             | Einar Egilsson, Lily Elise, Lester Mendez, Svala Björgvinsdóttir                        | [ 37 ] |
| Israel         | IBA                | Imri                              | I Feel Alive         | Engelska             | Penn Hazut, Dolev Ram                                                                   | [ 38 ] |
| Italien        | RAI                | Francesco Gabbani                 | Occidentali's Karma  | Italienska           | Luca Chiaravalli, Filippo Gabbani, Francesco Gabbani, Fabio Ilacqua                     | [ 39 ] |
| Kroatien       | HRT                | Jacques Houdek                    | My Friend            | Engelska, italienska | Jacques Houdek, Arjana Kunštek, Fabrizio Laucella, Tony Malm, Ines Prajo, Siniša Reljić | [ 40 ] |
| Lettland       | LTV                | Triana Park                       | Line                 | Engelska             | Kristaps Ērglis, Agnese Rakovska, Kristians Rakovskis                                   | [ 41 ] |
| Litauen        | LRT                | Fusedmarc                         | Rain of Revolution   | Engelska             | Viktorija Ivanovskaja, Michail Levin, Denis Zujev                                       | [ 42 ] |
| Makedonien     | MRT                | Jana Burčeska                     | Dance Alone          | Engelska             | Florence Ellen Arnold, Johan Alkenäs, Borislav Milanov, Joacim Persson                  | [ 43 ] |
| Malta          | PBS                | Claudia Faniello                  | Breathlessly         | Engelska             | Gerard James Borg, Philip Vella, Sean Vella                                             | [ 44 ] |
| Moldavien      | TRM                | SunStroke Project                 | Hey Mamma            | Engelska             | Mihail Cebotarenco, Alina Galetskaya, Anton Ragoza, Sergey Stepanov, Sergei Jalovitsky  | [ 45 ] |
| Montenegro     | RTCG               | Slavko Kalezić                    | Space                | Engelska             | Iva Boršić, Adis Eminić, Momčilo Zeković                                                | [ 46 ] |
| Nederländerna  | AVROTROS           | OG3NE                             | Lights and Shadows   | Engelska             | Rory de Kievit, Rick Vol                                                                | [ 47 ] |
| Norge          | NRK                | JOWST feat. Aleksander Walmann    | Grab The Moment      | Engelska             | Jonas McDonnell, Joakim With Steen                                                      | [ 48 ] |
| Polen          | TVP                | Kasia Moś                         | Flashlight           | Engelska             | Pete Barringer, Rickard Bonde Truumeel, Katarzyna Moś                                   | [ 49 ] |
| Portugal       | RTP                | Salvador Sobral                   | Amar pelos dois      | Portugisiska         | Luísa Sobral                                                                            | [ 50 ] |
| Rumänien       | TVR                | Ilinca feat. Alex Florea          | Yodel It!            | Engelska             | Mihai Alexandru, Alexa Niculae                                                          | [ 51 ] |
| San Marino     | SMRTV              | Valentina Monetta & Jimmie Wilson | Spirit of the Night  | Engelska             | Steven Barnacle, Ralph Siegel, Jutta Staudenmayer                                       | [ 52 ] |
| Schweiz        | SRG SSR            | Timebelle                         | Apollo               | Engelska             | Alessandra Günthardt, Nicolas Günthardt, Elias Näslin                                   | [ 53 ] |
| Serbien        | RTS                | Tijana Bogićević                  | In Too Deep          | Engelska             | Johan Alkenäs, Lisa Desmond, Borislav Milanov, Joacim Persson                           | [ 54 ] |
| Slovenien      | RTVSLO             | Omar Naber                        | On My Way            | Engelska             | Omar Naber, Žiga Pirnat                                                                 | [ 55 ] |
| Spanien        | RTVE               | Manel Navarro                     | Do It For Your Lover | Engelska, spanska    | Manel Navarro, Antonio Rayo                                                             | [ 56 ] |
| Storbritannien | BBC                | Lucie Jones                       | Never Give Up on You | Engelska             | Emmelie de Forest, Lawrie Martin, Daniel Salcedo                                        | [ 57 ] |
| Sverige        | SVT                | Robin Bengtsson                   | I Can’t Go On        | Engelska             | David Kreuger, Hamed Pirouzpanah, Robin Stjernberg                                      | [ 58 ] |
| Tjeckien       | ČT                 | Martina Bárta                     | My Turn              | Engelska             | DWB, Kyler Niko                                                                         | [ 59 ] |
| Tyskland       | NDR                | Levina                            | Perfect Life         | Engelska             | Dave Bassett, Lindsey Ray, Lindy Robbins                                                | [ 60 ] |
| Ukraina        | Suspilne           | O.Torvald                         | Time                 | Engelska             | Zhenia Galych, Jevhen Kamenchuk, Denys Myzyuk                                           | [ 61 ] |
| Ungern         | MTVA               | Joci Pápai                        | Origo                | Ungerska, romani     | József Pápai                                                                            | [ 62 ] |
| Vitryssland    | BTRC               | NAVI                              | Story of My Life     | Vitryska             | Arciom Lukjanienka                                                                      | [ 63 ] |
| Österrike      | ORF                | Nathan Trent                      | Running On Air       | Engelska             | Bernhard Penzias, Nathanaele Koll                                                       | [ 64 ] |

## Större händelser kring Eurovisionen

### Rumänien återvänder till tävlingen
Efter att Rumänien blivit diskvalificerade från 2016 års tävling och fråntagna sitt medlemskap i EBU på grund av obetalda skulder till EBU såg det mörkt ut för landet att kunna delta i tävlingen igen innan skulderna hade betalats. Trots detta valde det nationella TV-bolaget TVR i september 2016 att preliminärt anmäla sig till 2017 års Eurovision Song Contest. Drygt en månad senare kom beskedet från TVR att man hade lyckats göra upp en betalplan med EBU som garanterade att TVR skulle få återgå till att tävla i Eurovisionen igen om man så ville. I samband med att Rumänien officiellt kunde bekräfta sin medverkan i tävlingen kom också beskedet vilken uttagningsform man skulle anordna.

### Osäkerheten kring Rysslands deltagande
Ryssland meddelade i sista minuten att landet skulle delta i årets Eurovision Song Contest. Ukrainas säkerhetstjänst, SBU, utredde dock om det fanns en möjlighet att förbjuda den ryska deltagaren Julia Samojlova att delta i tävlingen. Orsaken uppgavs vara Samojlovas konsert på halvön Krim sommaren 2015. Hon misstänktes för att ha brutit mot ett ukrainskt beslut som innebär att utlänningar (icke-ukrainare) som besöker Krim måste ha ett specialtillstånd utfärdat av Ukraina.
Eftersom tävlingen hålls i Ukrainas huvudstad Kiev har en del ryska politiker och artister på grund av det manat till bojkott av evenemanget. En talesman för Kreml försäkrar att det inte är någon provokation att skicka Samojlova till Kiev trots att hon har uppträtt på Krim.
Ukrainas säkerhetstjänst (SBU) bekräftade den 22 mars 2017 att Samojlova har förbjudits från att komma till Ukraina under tre år efter att ha olagligt rest till Krim. EBU svarade med att säga att alla deltagare är välkomna till Kiev. Frants Klintsevitj, förste vice ordförande i ryska federationsrådet, hotade med att Ryssland skulle bojkotta ESC om inte dess organisatörer förklarade den ukrainska regeringens beslut vara "oacceptabelt". Han anklagade också dem för att vara "helt politiserade och partiska". Den 23 mars 2017 erbjöd EBU Samojlova möjlighet att utföra bidraget via satellit. Som ett resultat uppgav den vice premiärministern i Ukraina Vjatjeslav Kyrylenko att Ukrainas nationella TV-bolag inte kommer att sända Rysslands bidrag under direktsändningen. Rysslands största tv-kanal meddelade att man vägrar att ställa upp under de premisserna. Ett flertal länder hotade att bojkotta Eurovision Song Contest i Ukraina efter att Rysslands artist nekats inresetillstånd.
Den 13 april 2017 meddelade den ryska TV-kanalen sitt avhopp från tävlingen.

### Tvist kring Frankrikes bidrag
Den 9 februari 2017 meddelade France 2 att det skulle delta i tävlingen med låten "Requiem", framförd av Alma. Emellertid upptäcktes det att "Requiem" hade spelats in och framförts före den 1 september 2016, vilket potentiellt bröt mot reglerna för tävlingen. Enligt reglerna får inte ett bidrag ha framförts eller släppts offentligt före den 1 september föregående år. Ytterligare undersökning avslöjade att "Requiem" hade framförts i slutet av januari 2015. Även om France 2 hade hävdat att de inte bröt mot reglerna för tävlingen, hade inget slutgiltigt beslut fattats angående deras potentiella diskvalificering. Inga ytterligare rapporter gjordes om Almas medverkan, och hon kunde delta i tävlingen i maj med en reviderad version av låten.

### Inhopp under Portugals repetitioner
På grund av hälsoproblem kunde inte Salvador Sobral delta i de tekniska repetitionerna den 30 april och 4 maj och ersattes därför av sin syster och kompositör av "Amar pelos dois" Luísa Sobral efter godkännande av EBU. Salvador Sobral kunde däremot delta i generalrepetitioner den 8 och 9 maj, inklusive juryshowen den 8 maj där de professionella juryerna i varje land tittade på och röstade på de tävlande bidragen.

### Tekniska problem för Estland
Den 11 maj 2017, under sändningen av den andra semifinalen, verkade mikrofonen för den estniska representanten ha fungerat fel eftersom sångerskan Laura Põldvere inte kunde höras av tittare hemma på cirka två sekunder. Det avslöjades senare att den estniska delegationen övervägde att vädja till EBU att låta Põldvere och Koit Toome framföra sitt bidrag "Verona" igen som ett resultat av felet. EBU reagerade på situationen och beskrev felet som rent tekniskt, eftersom mikrofonen skulle slås på automatiskt. Istället tvingades en ljudtekniker manuellt slå på mikrofonen via sounddesk.

### Salvador Sobrals uttalande
Den portugisiske representanten Salvador Sobral uppmärksammade den europeiska migrantkrisen genom att dyka upp till den första semifinalvinnarnas presskonferens i en "SOS Refugees"-tröja. "Om jag är här och jag har europeisk exponering, är det minsta jag kan göra ett humanitärt budskap", sa Sobral. EBU förklarade att Sobrals tröja användes som ett medel för "politiskt budskap", vilket bryter mot reglerna för tävlingen. Sobral förbjöds även från att bära tröjan för resten av tävlingen. Sobral hävdade på sin vinnande presskonferens att det var inte politiskt, utan ett budskap om humanitärism.

### Incident under mellanakt i finalen
Ett framförande av Jamala under finalens mellanakt stördes av en man insvept i Australiens flagga som invaderade scenen och moonade publiken innan han avlägsnades av säkerhetsvakter. Han identifierades senare som den ukrainska prankstern Vitalii Sediuk. Efter händelsen släppte EBU ett uttalande som sade: "En person tog sig upp på scenen i början av Jamalas framträdande av "I Believe in U" nu ikväll. Han togs snabbt bort från scenen av säkerhetsvakter och utfrågas för närvarande av polisen." 

### Länder som har avböjt att delta
Länderna nedan har inför tävlingen meddelat på olika Eurovisionhemsidor att de inte har för avsikt att ställa upp i ESC 2017:
- Andorra – det nationella TV-bolaget RTVA meddelade den 18 augusti 2016 till webbplatsen [ESCToday.com] att man inte hade någon avsikt att återvända till Eurovision Song Contest 2017. Landet har inte deltagit i tävlingen sedan ESC 2009.[78]
- Bosnien och Hercegovina – det nationella TV-bolaget BHRT meddelade den 29 september 2016 till ESCToday.com att man inte kommer att tävla i ESC 2017. Landet återvände till tävlingen år 2016 efter tre års frånvaro med anledning av tidigare dålig ekonomi. Skälet till avhoppet denna gång är återigen att BHRT inte kommer att kunna finansiera sin medverkan och därför tvingas man att avstå tävlan.[6]
- Liechtenstein – det nationella TV-bolaget 1FLTV meddelade den 21 september 2016 till ESCToday.com att man inte skulle ansöka om medlemskap i EBU till 2017 för att få möjligheten att delta i Eurovision Song Contest 2017. Detta på grund av att man vid det tillfället inte visste ifall man skulle ha råd, dels med EBU-medlemskapet och dels med deltagaravgiften till ESC.[79]
- Luxemburg – det nationella TV-bolaget RTL meddelade den 22 augusti 2016 till ESCToday.com att man inte hade för avsikt att återvända till Eurovision Song Contest 2017. Landet har inte deltagit i tävlingen sedan ESC 1993.[80]
- Monaco – det nationella TV-bolaget TMC meddelade den 19 augusti 2016 till ESCToday.com att man inte hade för avsikt att återvända till Eurovision Song Contest 2017. Landet har inte deltagit i tävlingen sedan ESC 2006.[81]
- Turkiet – det nationella TV-bolaget TRT meddelade den 24 oktober till ESCtoday.com att man inte hade för avsikt att återvända till Eurovision Song Contest 2017.[82] Turkiet har inte deltagit sedan ESC 2012.
- Slovakien – det nationella TV-bolaget RTVS meddelade den 24 oktober till ESCtoday.com att man inte hade för avsikt att återvända till Eurovision Song Contest 2017.[83] Landet har inte deltagit sedan ESC 2012.

### Återkommande artister
| Land       | Artist             | Tidigare år | Placering (Vid tidigare tillfälle) | Placering 2017 |
| ---------- | ------------------ | ----------- | ---------------------------------- | -------------- |
| Georgien   | Tako Gatjetjiladze | 20091       | Tävlade aldrig                     | 11:a (semi)    |
| Moldavien  | SunStroke Project  | 20102       | 22:a                               | 3:a            |
| Slovenien  | Omar Naber         | 2005        | 12:a (semi)                        | 17:e (semi)    |
| Estland    | Koit Toome         | 1998        | 12:a                               | 14:e (semi)    |
| Estland    | Laura Põldvere     | 20053       | 20:e (semi)                        | 14:e (semi)    |
| San Marino | Valentina Monetta  | 2012        | 14:e (semi)                        | 18:e (semi)    |
| San Marino | Valentina Monetta  | 2013        | 11:a (semi)                        | 18:e (semi)    |
| San Marino | Valentina Monetta  | 2014        | 24:e                               | 18:e (semi)    |

1 År 2009 tävlade Tako Gatjetjiladze som en del av gruppen Stephane & 3G och de skulle ha tävlat med låten "We Don't Wanna Put In". Men på grund av det tydliga politiska budskapet i låtens text krävde EBU att låten antingen skulle skrivas om eller att en ny låt skulle tas fram. Georgisk TV vägrade att göra detta och valde därför att inte tävla alls.

2 År 2010 tävlade SunStroke Project för Moldavien i duett med Olia Tira.

3 Laura Põldvere var en medlem i gruppen Suntribe.

## Tävlande länder
De länder som ville delta i 2017 års tävling skulle senast den 15 september 2016 ha bekräftat sitt deltagande till EBU. Därefter skedde en mellanperiod som avslutades den 10 oktober samma år, där länder som hade bekräftat deltagande fick möjligheten att hoppa av utan att få ekonomiskt straff. EBU sammanställde sedan vilka länder som skulle delta och totalt landade siffran på 43 stycken vilket är lika många som i 2008 och 2011 års tävlingar. Samtliga länder som deltog i ESC 2016, förutom Bosnien och Hercegovina, fortsatte att delta och dessutom återkom även Portugal och Rumänien efter att ha stått över ett år vardera.
Två viktiga punkter för de tävlande länderna var att tävlingsbidragen ej fick ha varit publicerade för allmänheten före den 1 september 2016, och senast i mars 2017 skulle tävlingsländerna ha valt både artist och bidrag.

## Semifinalerna
Alla länder som ville vara med och tävla det här året, utom The Big Five (Frankrike, Italien, Spanien, Storbritannien och Tyskland) samt värdlandet Ukraina var tvungna att kvala sig genom en av två semifinaler. Dessa semifinaler hölls den 9 maj respektive 11 maj 2017.
Resultatet av respektive semifinal avgjordes genom en kombination av jury- och tittarröster, som även det här året kom att adderas samman istället för att kombineras.

### Semifinallottningen

Länder som tävlar i Semifinal 1
Länder som tävlar i Semifinal 2
Länder som tävlar i finalen och även får rösta i Semifinal 1
Länder som tävlar i finalen och även får rösta i Semifinal 2

Totalt var det 36 (ursprungligen 37) länder som tävlade i semifinalerna och dessa kom att delas upp så att 18 länder tävlade i varje semifinal. 
Uppdelningen av vilka länder som skulle tävla i respektive semifinal skedde vid en semifinallottning som ägde rum den 31 januari 2017. Inför denna lottning gjorde EBU, i samarbete med den tyska samarbetspartnern Digame, en uppdelning av länderna i olika grupper. Dessa indelningar baserades på röstningsmönster i tävlingen. Under lottningen splittrades varje grupp upp i två: en för varje semifinal. Anledningen till att denna uppdelning gjordes var att minska möjligheten till grannlandsröstning. Varje land fick även lottat ifall man skulle tävla i semifinalens första eller andra starthalva. Först efter att alla länder hade valt ut artist och bidrag sattes startordningen av tävlingsproducenterna. De utgick ifrån den lottade halvindelningen, men fick i övrigt sätta länderna i vilken ordning de ville.
Lottningen direktsändes från Stadshuset i Kiev den 31 januari 2017. Programmet livestreamades via YouTube. Inför lottningen var det känt att Tyskland fått tillstånd att extrarösta i den andra semifinalen och att Schweiz kommer att tävla i samma semifinal. Övrig uppdelning gjordes under lottningen..
Nedan presenteras länderna i respektive grupp:
| Grupp 1                                                                         | Grupp 2                                                  | Grupp 3                                                                | Grupp 4                                                         | Grupp 5                                                             | Grupp 6                                                         |
| ------------------------------------------------------------------------------- | -------------------------------------------------------- | ---------------------------------------------------------------------- | --------------------------------------------------------------- | ------------------------------------------------------------------- | --------------------------------------------------------------- |
| - Albanien - Kroatien - Makedonien - Montenegro - Schweiz - Serbien - Slovenien | - Danmark - Estland - Finland - Island - Norge - Sverige | - Armenien - Azerbajdzjan - Georgien - Israel - Ryssland - Vitryssland | - Bulgarien - Cypern - Grekland - Moldavien - Rumänien - Ungern | - Australien - Malta - Portugal - San Marino - Tjeckien - Österrike | - Belgien - Irland - Lettland - Litauen - Nederländerna - Polen |

### Semifinalisterna

#### Semifinal 1
| Fördelning mellan jury- och teleröstningsresultat Semifinal 1 | Fördelning mellan jury- och teleröstningsresultat Semifinal 1 | Fördelning mellan jury- och teleröstningsresultat Semifinal 1 | Fördelning mellan jury- och teleröstningsresultat Semifinal 1 | Fördelning mellan jury- och teleröstningsresultat Semifinal 1 |
| Plac.                                                         | Teleröstning                                                  | Poäng                                                         | Jury                                                          | Poäng                                                         |
| ------------------------------------------------------------- | ------------------------------------------------------------- | ------------------------------------------------------------- | ------------------------------------------------------------- | ------------------------------------------------------------- |
| 1                                                             | Portugal                                                      | 197                                                           | Portugal                                                      | 173                                                           |
| 2                                                             | Moldavien                                                     | 180                                                           | Australien                                                    | 139                                                           |
| 3                                                             | Belgien                                                       | 125                                                           | Sverige                                                       | 124                                                           |
| 4                                                             | Sverige                                                       | 103                                                           | Moldavien                                                     | 111                                                           |
| 5                                                             | Cypern                                                        | 103                                                           | Azerbajdzjan                                                  | 87                                                            |
| 6                                                             | Polen                                                         | 69                                                            | Armenien                                                      | 87                                                            |
| 7                                                             | Armenien                                                      | 65                                                            | Tjeckien                                                      | 81                                                            |
| 8                                                             | Azerbajdzjan                                                  | 63                                                            | Georgien                                                      | 62                                                            |
| 9                                                             | Grekland                                                      | 54                                                            | Grekland                                                      | 61                                                            |
| 10                                                            | Finland                                                       | 51                                                            | Cypern                                                        | 61                                                            |
| 11                                                            | Montenegro                                                    | 39                                                            | Polen                                                         | 50                                                            |
| 12                                                            | Albanien                                                      | 38                                                            | Finland                                                       | 41                                                            |
| 13                                                            | Georgien                                                      | 37                                                            | Belgien                                                       | 40                                                            |
| 14                                                            | Island                                                        | 31                                                            | Albanien                                                      | 38                                                            |
| 15                                                            | Australien                                                    | 21                                                            | Island                                                        | 29                                                            |
| 16                                                            | Slovenien                                                     | 20                                                            | Montenegro                                                    | 17                                                            |
| 17                                                            | Lettland                                                      | 20                                                            | Slovenien                                                     | 16                                                            |
| 18                                                            | Tjeckien                                                      | 2                                                             | Lettland                                                      | 1                                                             |

- Den första semifinalen sändes den 9 maj från International Exhibition Centre i Kiev. 18 länder tävlade i denna semifinal.[84]
- Italien, Spanien och Storbritannien var tvungna att sända och rösta i denna semifinal.[85]
- De tio länder som fick högst totalpoäng gick vidare till finalen. Poängen var en addition av 50% tittarröster och 50% juryröster i varje tävlande land (samt från de tre extraröstande länderna).
- De åtta länder som hamnade utanför tiotoppen i det additionsläget gick inte vidare till finalen.

Här redovisas de länder som tävlade i denna semifinal efter startordning. Beige bakgrundsfärg markerar de bidrag som gick vidare till finalen. 
| Nr | Land         | Artist               | Sång            | Språk        | Placering | Poäng |
| -- | ------------ | -------------------- | --------------- | ------------ | --------- | ----- |
| 1  | Sverige      | Robin Bengtsson      | I Can’t Go On   | Engelska     | 3         | 227   |
| 2  | Georgien     | Tamara Gatjetjiladze | Keep the Faith  | Engelska     | 11        | 99    |
| 3  | Australien   | Isaiah               | Don't Come Easy | Engelska     | 6         | 160   |
| 4  | Albanien     | Lindita              | World           | Engelska     | 14        | 76    |
| 5  | Belgien      | Blanche              | City Lights     | Engelska     | 4         | 165   |
| 6  | Montenegro   | Slavko Kalezić       | Space           | Engelska     | 16        | 56    |
| 7  | Finland      | Norma John           | Blackbird       | Engelska     | 12        | 92    |
| 8  | Azerbajdzjan | Dihaj                | Skeletons       | Engelska     | 8         | 150   |
| 9  | Portugal     | Salvador Sobral      | Amar pelos dois | Portugisiska | 1         | 370   |
| 10 | Grekland     | Demy                 | This Is Love    | Engelska     | 10        | 115   |
| 11 | Polen        | Kasia Moś            | Flashlight      | Engelska     | 9         | 119   |
| 12 | Moldavien    | SunStroke Project    | Hey Mamma       | Engelska     | 2         | 291   |
| 13 | Island       | Svala                | Paper           | Engelska     | 15        | 60    |
| 14 | Tjeckien     | Martina Bárta        | My Turn         | Engelska     | 13        | 83    |
| 15 | Cypern       | Hovig                | Gravity         | Engelska     | 5         | 164   |
| 16 | Armenien     | Artsvik              | Fly With Me     | Engelska     | 7         | 152   |
| 17 | Slovenien    | Omar Naber           | On My Way       | Engelska     | 17        | 36    |
| 18 | Lettland     | Triana Park          | Line            | Engelska     | 18        | 21    |

Det tio länder som kvalificerade sig till finalen avslöjades i följande ordning:
- Moldavien
- Azerbajdzjan
- Grekland
- Sverige
- Portugal
- Polen
- Armenien
- Australien
- Cypern
- Belgien

#### Semifinal 2
| Fördelning mellan jury- och teleröstningsresultat Semifinal 2 | Fördelning mellan jury- och teleröstningsresultat Semifinal 2 | Fördelning mellan jury- och teleröstningsresultat Semifinal 2 | Fördelning mellan jury- och teleröstningsresultat Semifinal 2 | Fördelning mellan jury- och teleröstningsresultat Semifinal 2 |
| Plac.                                                         | Teleröstning                                                  | Poäng                                                         | Jury                                                          | Poäng                                                         |
| ------------------------------------------------------------- | ------------------------------------------------------------- | ------------------------------------------------------------- | ------------------------------------------------------------- | ------------------------------------------------------------- |
| 1                                                             | Bulgarien                                                     | 204                                                           | Bulgarien                                                     | 199                                                           |
| 2                                                             | Ungern                                                        | 165                                                           | Nederländerna                                                 | 149                                                           |
| 3                                                             | Rumänien                                                      | 148                                                           | Norge                                                         | 137                                                           |
| 4                                                             | Israel                                                        | 132                                                           | Österrike                                                     | 115                                                           |
| 5                                                             | Kroatien                                                      | 104                                                           | Danmark                                                       | 96                                                            |
| 6                                                             | Estland                                                       | 69                                                            | Israel                                                        | 75                                                            |
| 7                                                             | Vitryssland                                                   | 55                                                            | Ungern                                                        | 66                                                            |
| 8                                                             | Norge                                                         | 52                                                            | Malta                                                         | 55                                                            |
| 9                                                             | Nederländerna                                                 | 51                                                            | Vitryssland                                                   | 55                                                            |
| 10                                                            | Schweiz                                                       | 49                                                            | Serbien                                                       | 53                                                            |
| 11                                                            | Serbien                                                       | 45                                                            | Schweiz                                                       | 48                                                            |
| 12                                                            | Irland                                                        | 41                                                            | Irland                                                        | 45                                                            |
| 13                                                            | Makedonien                                                    | 40                                                            | Kroatien                                                      | 37                                                            |
| 14                                                            | Österrike                                                     | 32                                                            | Makedonien                                                    | 29                                                            |
| 15                                                            | Litauen                                                       | 25                                                            | Rumänien                                                      | 26                                                            |
| 16                                                            | Danmark                                                       | 5                                                             | Litauen                                                       | 17                                                            |
| 17                                                            | San Marino                                                    | 1                                                             | Estland                                                       | 16                                                            |
| 18                                                            | Malta                                                         | 0                                                             | San Marino                                                    | 0                                                             |

- Den andra semifinalen sändes den 11 maj från International Exhibition Centre i Kiev. 18 länder tävlade i denna semifinal.[84]
- Frankrike, Tyskland och Ukraina var tvungna att sända och rösta i denna semifinal.[85]
- De tio länder som fick högst totalpoäng gick vidare till finalen. Poängen var en addition av 50% tittarröster och 50% juryröster i varje tävlande land (samt från de tre extraröstande länderna).
- De åtta länder som hamnade utanför tiotoppen i det additionsläget gick inte vidare till finalen.
- Ryssland hade lottats till att framföra sitt bidrag, Flame is Burning, som startnummer 3, men meddelade sitt avhopp den 13 april efter att deras artist, Julia Samojlova, nekats inträde till Ukraina.[88]

Här redovisas de länder som tävlade i denna semifinal efter startordning. Beige bakgrundsfärg markerar de bidrag som gick vidare till finalen.
| Nr | Land          | Artist                            | Sång                | Språk                | Placering | Poäng |
| -- | ------------- | --------------------------------- | ------------------- | -------------------- | --------- | ----- |
| 1  | Serbien       | Tijana Bogićević                  | In Too Deep         | Engelska             | 11        | 98    |
| 2  | Österrike     | Nathan Trent                      | Running On Air      | Engelska             | 7         | 147   |
| 3  | Makedonien    | Jana Burčeska                     | Dance Alone         | Engelska             | 15        | 69    |
| 4  | Malta         | Claudia Faniello                  | Breathlessly        | Engelska             | 16        | 55    |
| 5  | Rumänien      | Ilinca feat. Alex Florea          | Yodel It!           | Engelska             | 6         | 174   |
| 6  | Nederländerna | OG3NE                             | Lights and Shadows  | Engelska             | 4         | 200   |
| 7  | Ungern        | Joci Pápai                        | Origo               | Ungerska, romani     | 2         | 231   |
| 8  | Danmark       | Anja                              | Where I Am          | Engelska             | 10        | 101   |
| 9  | Irland        | Brendan Murray                    | Dying to Try        | Engelska             | 13        | 86    |
| 10 | San Marino    | Valentina Monetta & Jimmie Wilson | Spirit of the Night | Engelska             | 18        | 1     |
| 11 | Kroatien      | Jacques Houdek                    | My Friend           | Engelska, italienska | 8         | 141   |
| 12 | Norge         | JOWST feat. Aleksander Walmann    | Grab The Moment     | Engelska             | 5         | 189   |
| 13 | Schweiz       | Timebelle                         | Apollo              | Engelska             | 12        | 97    |
| 14 | Vitryssland   | NAVI                              | Story of My Life    | Vitryska             | 9         | 110   |
| 15 | Bulgarien     | Kristian Kostov                   | Beautiful Mess      | Engelska             | 1         | 403   |
| 16 | Litauen       | Fusedmarc                         | Rain of Revolution  | Engelska             | 17        | 42    |
| 17 | Estland       | Koit Toome & Laura                | Verona              | Engelska             | 14        | 85    |
| 18 | Israel        | Imri                              | I Feel Alive        | Engelska             | 3         | 207   |

Det tio länder som kvalificerade sig till finalen avslöjades i följande ordning:
- Bulgarien
- Vitryssland
- Kroatien
- Ungern
- Danmark
- Israel
- Rumänien
- Norge
- Nederländerna
- Österrike

## Finalen
| Fördelning mellan jury- och teleröstningsresultat Final | Fördelning mellan jury- och teleröstningsresultat Final | Fördelning mellan jury- och teleröstningsresultat Final | Fördelning mellan jury- och teleröstningsresultat Final | Fördelning mellan jury- och teleröstningsresultat Final |
| Plac.                                                   | Teleröstning                                            | Poäng                                                   | Jury                                                    | Poäng                                                   |
| ------------------------------------------------------- | ------------------------------------------------------- | ------------------------------------------------------- | ------------------------------------------------------- | ------------------------------------------------------- |
| 1                                                       | Portugal                                                | 376                                                     | Portugal                                                | 382                                                     |
| 2                                                       | Bulgarien                                               | 337                                                     | Bulgarien                                               | 278                                                     |
| 3                                                       | Moldavien                                               | 264                                                     | Sverige                                                 | 218                                                     |
| 4                                                       | Belgien                                                 | 255                                                     | Australien                                              | 171                                                     |
| 5                                                       | Rumänien                                                | 224                                                     | Nederländerna                                           | 135                                                     |
| 6                                                       | Italien                                                 | 208                                                     | Norge                                                   | 129                                                     |
| 7                                                       | Ungern                                                  | 152                                                     | Italien                                                 | 126                                                     |
| 8                                                       | Sverige                                                 | 126                                                     | Moldavien                                               | 110                                                     |
| 9                                                       | Kroatien                                                | 103                                                     | Belgien                                                 | 108                                                     |
| 10                                                      | Frankrike                                               | 90                                                      | Storbritannien                                          | 99                                                      |
| 11                                                      | Azerbajdzjan                                            | 42                                                      | Österrike                                               | 93                                                      |
| 12                                                      | Polen                                                   | 41                                                      | Azerbajdzjan                                            | 78                                                      |
| 13                                                      | Vitryssland                                             | 33                                                      | Danmark                                                 | 69                                                      |
| 14                                                      | Cypern                                                  | 32                                                      | Armenien                                                | 58                                                      |
| 15                                                      | Norge                                                   | 29                                                      | Rumänien                                                | 58                                                      |
| 16                                                      | Grekland                                                | 29                                                      | Vitryssland                                             | 50                                                      |
| 17                                                      | Ukraina                                                 | 24                                                      | Ungern                                                  | 48                                                      |
| 18                                                      | Armenien                                                | 21                                                      | Grekland                                                | 48                                                      |
| 19                                                      | Nederländerna                                           | 15                                                      | Frankrike                                               | 45                                                      |
| 20                                                      | Storbritannien                                          | 12                                                      | Cypern                                                  | 36                                                      |
| 21                                                      | Danmark                                                 | 8                                                       | Israel                                                  | 34                                                      |
| 22                                                      | Israel                                                  | 5                                                       | Kroatien                                                | 25                                                      |
| 23                                                      | Spanien                                                 | 5                                                       | Polen                                                   | 23                                                      |
| 24                                                      | Tyskland                                                | 3                                                       | Ukraina                                                 | 12                                                      |
| 25                                                      | Australien                                              | 2                                                       | Tyskland                                                | 3                                                       |
| 26                                                      | Österrike                                               | 0                                                       | Spanien                                                 | 0                                                       |

Finalen ägde rum den 13 maj 2017 i International Exhibition Centre i Kiev. De 26 finalisterna var:
- The Big Five (Frankrike, Italien, Spanien, Storbritannien och Tyskland).
- Värdlandet Ukraina.
- De tio länder som i den första semifinalen fått högst totalpoäng (efter adderingen av jury- och tittarpoängen).
- De tio länder som i den andra semifinalen fått högst totalpoäng (efter adderingen av jury- och tittarpoängen).

Likt semifinalerna bestämdes även startordningen för finalen av tävlingsproducenterna. Lottning användes till en början då värdlandet Ukraina fick sitt startnummer lottat (ett exakt startnummer). Därefter fick "Big Five"-länderna samt de 20 kvalificerade semifinalisterna lottas i fall de skulle tävla i finalens första halva (startnummer 1-13) eller andra halva (startnummer 14-26). Efter att samtliga finalister hade blivit tilldelade en starthalva satte producenterna startordningen.
| Nr | Land           | Artist                         | Sång                 | Språk                | Placering | Poäng |
| -- | -------------- | ------------------------------ | -------------------- | -------------------- | --------- | ----- |
| 1  | Israel         | Imri                           | I Feel Alive         | Engelska             | 23        | 39    |
| 2  | Polen          | Kasia Moś                      | Flashlight           | Engelska             | 22        | 64    |
| 3  | Vitryssland    | NAVI                           | Story of My Life     | Vitryska             | 17        | 83    |
| 4  | Österrike      | Nathan Trent                   | Running On Air       | Engelska             | 16        | 93    |
| 5  | Armenien       | Artsvik                        | Fly With Me          | Engelska             | 18        | 79    |
| 6  | Nederländerna  | OG3NE                          | Lights and Shadows   | Engelska             | 11        | 150   |
| 7  | Moldavien      | SunStroke Project              | Hey Mamma            | Engelska             | 3         | 374   |
| 8  | Ungern         | Joci Pápai                     | Origo                | Ungerska, romani     | 8         | 200   |
| 9  | Italien        | Francesco Gabbani              | Occidentali's Karma  | Italienska           | 6         | 334   |
| 10 | Danmark        | Anja                           | Where I Am           | Engelska             | 20        | 77    |
| 11 | Portugal       | Salvador Sobral                | Amar pelos dois      | Portugisiska         | 1         | 758   |
| 12 | Azerbajdzjan   | Dihaj                          | Skeletons            | Engelska             | 14        | 120   |
| 13 | Kroatien       | Jacques Houdek                 | My Friend            | Engelska, italienska | 13        | 128   |
| 14 | Australien     | Isaiah                         | Don't Come Easy      | Engelska             | 9         | 173   |
| 15 | Grekland       | Demy                           | This Is Love         | Engelska             | 19        | 77    |
| 16 | Spanien        | Manel Navarro                  | Do It For Your Lover | Engelska, spanska    | 26        | 5     |
| 17 | Norge          | JOWST feat. Aleksander Walmann | Grab The Moment      | Engelska             | 10        | 158   |
| 18 | Storbritannien | Lucie Jones                    | Never Give Up on You | Engelska             | 15        | 111   |
| 19 | Cypern         | Hovig                          | Gravity              | Engelska             | 21        | 68    |
| 20 | Rumänien       | Ilinca feat. Alex Florea       | Yodel It!            | Engelska             | 7         | 282   |
| 21 | Tyskland       | Levina                         | Perfect Life         | Engelska             | 25        | 6     |
| 22 | Ukraina        | O.Torvald                      | Time                 | Engelska             | 24        | 36    |
| 23 | Belgien        | Blanche                        | City Lights          | Engelska             | 4         | 363   |
| 24 | Sverige        | Robin Bengtsson                | I Can’t Go On        | Engelska             | 5         | 344   |
| 25 | Bulgarien      | Kristian Kostov                | Beautiful Mess       | Engelska             | 2         | 615   |
| 26 | Frankrike      | Alma                           | Requiem              | Franska, engelska    | 12        | 135   |

### 12-poängare
| Jury         | Jury           | Jury |
| Antal        | Tävlande land  | Länder som gav 12 poäng |
| ------------ | -------------- | --- |
| 18           | Portugal       | Armenien, Frankrike, Georgien, Island, Israel, Lettland, Litauen, Nederländerna, Polen, San Marino, Schweiz, Serbien, Slovenien, Spanien, Storbritannien, Sverige, Tjeckien, Ungern, Österrike |
| 4            | Bulgarien      | Estland, Makedonien, Norge, Vitryssland |
| 3            | Sverige        | Belgien, Danmark, Finland |
| 2            | Azerbajdzjan   | Italien, Portugal |
| 2            | Italien        | Albanien, Malta |
| 2            | Grekland       | Cypern, Montenegro |
| 2            | Nederländerna  | Rumänien, Österrike |
| 2            | Vitryssland    | Azerbajdzjan, Ukraina |
| 1            | Belgien        | Irland |
| 1            | Cypern         | Grekland |
| 1            | Norge          | Tyskland |
| 1            | Rumänien       | Moldavien |
| 1            | Storbritannien | Australien |
| 1            | Ungern         | Kroatien |
| 1            | Österrike      | Bulgarien |
| Teleröstning |                | |
| Antal        | Tävlande land  | Länder som gav 12 poäng |
| 12           | Portugal       | Belgien, Finland, Frankrike, Island, Israel, Litauen, Nederländerna, Norge, Schweiz, Spanien, Tyskland, Österrike                                                                              |
| 7            | Bulgarien      | Azerbajdzjan, Makedonien, San Marino, Storbritannien, Tjeckien, Ungern, Vitryssland |
| 5            | Moldavien      | Australien, Italien, Portugal, Rumänien, Ukraina |
| 4            | Belgien        | Estland, Lettland, Polen, Sverige |
| 2            | Cypern         | Armenien, Grekland |
| 2            | Italien        | Albanien, Malta |
| 2            | Kroatien       | Montenegro, Slovenien |
| 2            | Rumänien       | Irland, Moldavien |
| 2            | Ungern         | Kroatien, Serbien |
| 1            | Azerbajdzjan   | Georgien |
| 1            | Frankrike      | Bulgarien |
| 1            | Grekland       | Cypern |
| 1            | Sverige        | Danmark |

## Poängtabeller

### Semifinal 1
| Jury- och teleröstning | Jury- och teleröstning | Jury- och teleröstning | Jury- och teleröstning | Jury- och teleröstning | Jury- och teleröstning | Jury- och teleröstning | Jury- och teleröstning | Jury- och teleröstning | Jury- och teleröstning | Jury- och teleröstning | Jury- och teleröstning | Jury- och teleröstning | Jury- och teleröstning | Jury- och teleröstning | Jury- och teleröstning | Jury- och teleröstning | Jury- och teleröstning | Jury- och teleröstning | Jury- och teleröstning | Jury- och teleröstning | Jury- och teleröstning | Jury- och teleröstning |
| Röster (→) Bidrag (↓)  | Totalt                 | AL                     | AM                     | AU                     | AZ                     | BE                     | CY                     | FI                     | GE                     | GR                     | IS                     | LV                     | MD                     | ME                     | PL                     | PT                     | SI                     | SE                     | CZ                     | IT                     | ES                     | UK                     |
| ---------------------- | ---------------------- | ---------------------- | ---------------------- | ---------------------- | ---------------------- | ---------------------- | ---------------------- | ---------------------- | ---------------------- | ---------------------- | ---------------------- | ---------------------- | ---------------------- | ---------------------- | ---------------------- | ---------------------- | ---------------------- | ---------------------- | ---------------------- | ---------------------- | ---------------------- | ---------------------- |
| Albanien               | 76                     |                        |                        |                        | 13                     |                        |                        |                        |                        | 15                     |                        |                        | 10                     | 22                     |                        |                        | 1                      |                        |                        | 15                     |                        |                        |
| Armenien               | 152                    | 10                     |                        | 10                     |                        | 7                      | 13                     | 8                      | 17                     | 20                     |                        | 5                      | 14                     | 8                      | 12                     | 4                      | 1                      | 3                      | 5                      | 6                      | 4                      | 5                      |
| Australien             | 160                    | 6                      | 4                      |                        | 9                      | 11                     | 9                      | 8                      | 6                      |                        | 16                     | 10                     | 6                      | 4                      | 8                      | 6                      | 15                     | 14                     | 12                     | 1                      | 8                      | 7                      |
| Azerbajdzjan           | 150                    | 7                      |                        | 4                      |                        | 5                      | 14                     |                        | 22                     | 8                      | 6                      | 3                      | 16                     | 13                     |                        | 9                      | 10                     |                        | 16                     | 12                     | 5                      |                        |
| Belgien                | 165                    | 11                     | 6                      | 4                      | 7                      |                        | 7                      | 10                     | 5                      | 5                      | 9                      | 15                     |                        | 2                      | 15                     | 8                      | 10                     | 13                     | 9                      | 11                     | 10                     | 8                      |
| Cypern                 | 164                    | 3                      | 24                     | 6                      |                        | 12                     |                        | 13                     | 12                     | 18                     | 8                      | 6                      | 7                      | 5                      | 7                      | 3                      | 4                      | 12                     | 9                      | 6                      |                        | 9                      |
| Finland                | 92                     | 5                      |                        | 9                      |                        | 3                      | 6                      |                        |                        | 1                      | 6                      | 5                      | 3                      |                        | 5                      | 14                     | 8                      | 15                     | 4                      |                        | 5                      | 3                      |
| Georgien               | 99                     | 1                      | 14                     |                        | 18                     | 3                      | 1                      | 3                      |                        | 10                     | 7                      |                        | 7                      |                        | 10                     | 9                      | 5                      | 6                      |                        | 4                      |                        | 1                      |
| Grekland               | 115                    | 14                     | 15                     | 4                      |                        | 6                      | 24                     |                        | 2                      |                        | 1                      |                        | 7                      | 16                     | 4                      | 7                      |                        |                        |                        | 4                      | 6                      | 5                      |
| Island                 | 60                     | 4                      | 3                      | 2                      | 2                      | 2                      |                        | 10                     | 3                      |                        |                        | 12                     | 2                      |                        | 1                      |                        |                        | 9                      | 7                      |                        | 8                      | 2                      |
| Lettland               | 21                     |                        |                        |                        | 5                      |                        |                        | 1                      |                        |                        | 1                      |                        | 5                      |                        |                        |                        |                        |                        |                        |                        | 2                      | 7                      |
| Moldavien              | 291                    | 19                     | 18                     | 22                     | 15                     | 11                     | 7                      | 14                     | 9                      | 10                     | 8                      | 14                     |                        | 15                     | 10                     | 22                     | 10                     | 15                     | 16                     | 19                     | 17                     | 20                     |
| Montenegro             | 56                     |                        | 1                      | 7                      | 13                     |                        |                        | 3                      |                        | 7                      | 2                      |                        | 8                      |                        |                        |                        | 6                      | 1                      | 2                      | 5                      | 1                      |                        |
| Polen                  | 119                    | 4                      | 4                      | 12                     | 4                      | 12                     | 5                      | 2                      | 3                      | 2                      | 5                      | 6                      | 4                      |                        |                        | 1                      | 4                      | 6                      | 16                     | 8                      | 3                      | 18                     |
| Portugal               | 370                    | 18                     | 14                     | 16                     | 20                     | 19                     | 16                     | 22                     | 20                     | 15                     | 24                     | 24                     | 18                     | 11                     | 24                     |                        | 20                     | 17                     | 14                     | 14                     | 24                     | 20                     |
| Slovenien              | 36                     |                        |                        |                        |                        | 2                      |                        | 3                      | 4                      |                        |                        |                        |                        | 9                      | 8                      | 4                      |                        | 1                      | 1                      |                        | 4                      |                        |
| Sverige                | 227                    | 14                     | 9                      | 16                     | 6                      | 17                     | 13                     | 19                     | 12                     | 5                      | 18                     | 9                      | 9                      | 9                      | 9                      | 15                     | 12                     |                        | 12                     | 11                     | 9                      | 3                      |
| Tjeckien               | 83                     |                        | 4                      | 4                      | 4                      | 6                      | 1                      |                        | 1                      |                        | 5                      | 7                      |                        | 2                      | 3                      | 14                     | 10                     | 4                      |                        |                        | 10                     | 8                      |

| Juryröstning          | Juryröstning | Juryröstning | Juryröstning | Juryröstning | Juryröstning | Juryröstning | Juryröstning | Juryröstning | Juryröstning | Juryröstning | Juryröstning | Juryröstning | Juryröstning | Juryröstning | Juryröstning | Juryröstning | Juryröstning | Juryröstning | Juryröstning | Juryröstning | Juryröstning | Juryröstning |
| Röster (→) Bidrag (↓) | Totalt       | AL           | AM           | AU           | AZ           | BE           | CY           | FI           | GE           | GR           | IS           | LV           | MD           | ME           | PL           | PT           | SI           | SE           | CZ           | IT           | ES           | UK           |
| --------------------- | ------------ | ------------ | ------------ | ------------ | ------------ | ------------ | ------------ | ------------ | ------------ | ------------ | ------------ | ------------ | ------------ | ------------ | ------------ | ------------ | ------------ | ------------ | ------------ | ------------ | ------------ | ------------ |
| Albanien              | 38           |              |              |              | 10           |              |              |              |              | 10           |              |              |              | 10           |              |              |              |              |              | 8            |              |              |
| Armenien              | 87           | 10           |              | 5            |              |              | 5            | 4            | 7            | 12           |              | 4            | 10           | 8            | 6            | 4            | 1            |              |              | 6            |              | 5            |
| Australien            | 139          | 5            | 1            |              | 7            | 10           | 7            | 8            | 6            |              | 10           | 10           | 6            | 3            | 8            | 6            | 12           | 12           | 12           | 1            | 8            | 7            |
| Azerbajdzjan          | 87           | 7            |              | 3            |              | 5            | 4            |              | 10           | 8            | 6            | 1            | 4            | 7            |              | 8            | 3            |              | 4            | 12           | 5            |              |
| Belgien               | 40           | 3            |              |              |              |              | 3            |              |              | 1            | 2            | 5            |              |              | 7            |              | 2            | 3            | 3            | 5            | 2            | 4            |
| Cypern                | 61           |              | 12           |              |              | 8            |              | 7            | 5            | 6            | 4            |              |              |              |              |              |              | 8            | 5            | 3            |              | 3            |
| Finland               | 41           |              |              | 7            |              |              | 6            |              |              |              | 3            |              | 3            |              | 1            | 7            | 6            | 7            | 1            |              |              |              |
| Georgien              | 62           | 1            | 6            |              | 6            | 3            |              | 3            |              | 4            | 7            |              | 5            |              | 10           | 3            | 5            | 6            |              | 2            |              | 1            |
| Grekland              | 61           | 8            | 10           | 1            |              |              | 12           |              |              |              | 1            |              | 7            | 12           | 2            | 2            |              |              |              |              | 6            |              |
| Island                | 29           |              | 3            | 2            | 2            | 2            |              | 5            | 2            |              |              | 8            | 2            |              |              |              |              | 2            |              |              | 1            |              |
| Lettland              | 1            |              |              |              | 1            |              |              |              |              |              |              |              |              |              |              |              |              |              |              |              |              |              |
| Moldavien             | 111          | 12           | 8            | 10           | 5            | 1            |              | 6            | 3            | 3            |              | 6            |              | 5            |              | 10           |              | 10           | 6            | 7            | 7            | 12           |
| Montenegro            | 17           |              |              |              | 8            |              |              |              |              | 7            |              |              |              |              |              |              |              |              | 2            |              |              |              |
| Polen                 | 50           | 2            | 2            | 12           | 3            | 4            | 2            | 2            |              |              |              | 3            | 1            |              |              | 1            | 4            |              | 8            |              |              | 6            |
| Portugal              | 173          | 6            | 7            | 6            | 12           | 7            | 10           | 10           | 12           | 5            | 12           | 12           | 12           | 4            | 12           |              | 8            | 5            | 7            | 4            | 12           | 10           |
| Slovenien             | 16           |              |              |              |              |              |              | 1            | 4            |              |              |              |              | 1            | 5            |              |              | 1            |              |              | 4            |              |
| Sverige               | 124          | 4            | 5            | 8            |              | 12           | 8            | 12           | 8            | 2            | 8            | 2            | 8            | 6            | 4            | 5            | 7            |              | 10           | 10           | 3            | 2            |
| Tjeckien              | 81           |              | 4            | 4            | 4            | 6            | 1            |              | 1            |              | 5            | 7            |              | 2            | 3            | 12           | 10           | 4            |              |              | 10           | 8            |

| Teleröstning          | Teleröstning | Teleröstning | Teleröstning | Teleröstning | Teleröstning | Teleröstning | Teleröstning | Teleröstning | Teleröstning | Teleröstning | Teleröstning | Teleröstning | Teleröstning | Teleröstning | Teleröstning | Teleröstning | Teleröstning | Teleröstning | Teleröstning | Teleröstning | Teleröstning | Teleröstning |
| Röster (→) Bidrag (↓) | Totalt       | AL           | AM           | AU           | AZ           | BE           | CY           | FI           | GE           | GR           | IS           | LV           | MD           | ME           | PL           | PT           | SI           | SE           | CZ           | IT           | ES           | UK           |
| --------------------- | ------------ | ------------ | ------------ | ------------ | ------------ | ------------ | ------------ | ------------ | ------------ | ------------ | ------------ | ------------ | ------------ | ------------ | ------------ | ------------ | ------------ | ------------ | ------------ | ------------ | ------------ | ------------ |
| Albanien              | 38           |              |              |              | 3            |              |              |              |              | 5            |              |              | 10           | 12           |              |              | 1            |              |              | 7            |              |              |
| Armenien              | 65           |              |              | 5            |              | 7            | 8            | 4            | 10           | 8            |              | 1            | 4            |              | 6            |              |              | 3            | 5            |              | 4            |              |
| Australien            | 21           | 1            | 3            |              | 2            | 1            | 2            |              |              |              | 6            |              |              | 1            |              |              | 3            | 2            |              |              |              |              |
| Azerbajdzjan          | 63           |              |              | 1            |              |              | 10           |              | 12           |              |              | 2            | 12           | 6            |              | 1            | 7            |              | 12           |              |              |              |
| Belgien               | 125          | 8            | 6            | 4            | 7            |              | 4            | 10           | 5            | 4            | 7            | 10           |              | 2            | 8            | 8            | 8            | 10           | 6            | 6            | 8            | 4            |
| Cypern                | 103          | 3            | 12           | 6            |              | 4            |              | 6            | 7            | 12           | 4            | 6            | 7            | 5            | 7            | 3            | 4            | 4            | 4            | 3            |              | 6            |
| Finland               | 51           | 5            |              | 2            |              | 3            |              |              |              | 1            | 3            | 5            |              |              | 4            | 7            | 2            | 8            | 3            |              | 5            | 3            |
| Georgien              | 37           |              | 8            |              | 12           |              | 1            |              |              | 6            |              |              | 2            |              |              | 6            |              |              |              | 2            |              |              |
| Grekland              | 54           | 6            | 5            | 3            |              | 6            | 12           |              | 2            |              |              |              |              | 4            | 2            | 5            |              |              |              | 4            |              | 5            |
| Island                | 31           | 4            |              |              |              |              |              | 5            | 1            |              |              | 4            |              |              | 1            |              |              | 7            |              |              | 7            | 2            |
| Lettland              | 20           |              |              |              | 4            |              |              | 1            |              |              | 1            |              | 5            |              |              |              |              |              |              |              | 2            | 7            |
| Moldavien             | 180          | 7            | 10           | 12           | 10           | 10           | 7            | 8            | 6            | 7            | 8            | 8            |              | 10           | 10           | 12           | 10           | 5            | 10           | 12           | 10           | 8            |
| Montenegro            | 39           |              | 1            | 7            | 5            |              |              | 3            |              |              | 2            |              | 8            |              |              |              | 6            | 1            |              | 5            | 1            |              |
| Polen                 | 69           | 2            | 2            |              | 1            | 8            | 3            |              | 3            | 2            | 5            | 3            | 3            |              |              |              |              | 6            | 8            | 8            | 3            | 12           |
| Portugal              | 197          | 12           | 7            | 10           | 8            | 12           | 6            | 12           | 8            | 10           | 12           | 12           | 6            | 7            | 12           |              | 12           | 12           | 7            | 10           | 12           | 10           |
| Slovenien             | 20           |              |              |              |              | 2            |              | 2            |              |              |              |              |              | 8            | 3            | 4            |              |              | 1            |              |              |              |
| Sverige               | 103          | 10           | 4            | 8            | 6            | 5            | 5            | 7            | 4            | 3            | 10           | 7            | 1            | 3            | 5            | 10           | 5            |              | 2            | 1            | 6            | 1            |
| Tjeckien              | 2            |              |              |              |              |              |              |              |              |              |              |              |              |              |              | 2            |              |              |              |              |              |              |

### Finalen
| Jury- och teleröstning | Jury- och teleröstning | Jury- och teleröstning | Jury- och teleröstning | Jury- och teleröstning | Jury- och teleröstning | Jury- och teleröstning | Jury- och teleröstning | Jury- och teleröstning | Jury- och teleröstning | Jury- och teleröstning | Jury- och teleröstning | Jury- och teleröstning | Jury- och teleröstning | Jury- och teleröstning | Jury- och teleröstning | Jury- och teleröstning | Jury- och teleröstning | Jury- och teleröstning | Jury- och teleröstning | Jury- och teleröstning | Jury- och teleröstning | Jury- och teleröstning | Jury- och teleröstning | Jury- och teleröstning | Jury- och teleröstning | Jury- och teleröstning | Jury- och teleröstning | Jury- och teleröstning | Jury- och teleröstning | Jury- och teleröstning | Jury- och teleröstning | Jury- och teleröstning | Jury- och teleröstning | Jury- och teleröstning | Jury- och teleröstning | Jury- och teleröstning | Jury- och teleröstning | Jury- och teleröstning | Jury- och teleröstning | Jury- och teleröstning | Jury- och teleröstning | Jury- och teleröstning | Jury- och teleröstning |
| Röster (→) Bidrag (↓)  | Totalt                 | SE                     | AZ                     | SM                     | LV                     | IL                     | ME                     | AL                     | MT                     | MK                     | DK                     | AT                     | NO                     | ES                     | FI                     | FR                     | GR                     | LT                     | EE                     | MD                     | AM                     | BG                     | IS                     | RS                     | AU                     | IT                     | DE                     | PT                     | CH                     | NL                     | IE                     | GE                     | CY                     | BY                     | RO                     | HU                     | SI                     | BE                     | PL                     | UK                     | HR                     | CZ                     | UA                     |
| ---------------------- | ---------------------- | ---------------------- | ---------------------- | ---------------------- | ---------------------- | ---------------------- | ---------------------- | ---------------------- | ---------------------- | ---------------------- | ---------------------- | ---------------------- | ---------------------- | ---------------------- | ---------------------- | ---------------------- | ---------------------- | ---------------------- | ---------------------- | ---------------------- | ---------------------- | ---------------------- | ---------------------- | ---------------------- | ---------------------- | ---------------------- | ---------------------- | ---------------------- | ---------------------- | ---------------------- | ---------------------- | ---------------------- | ---------------------- | ---------------------- | ---------------------- | ---------------------- | ---------------------- | ---------------------- | ---------------------- | ---------------------- | ---------------------- | ---------------------- | ---------------------- |
| Israel                 | 39                     |                        | 5                      |                        |                        |                        |                        |                        | 7                      | 1                      |                        |                        | 5                      |                        |                        | 9                      |                        |                        |                        |                        |                        | 8                      |                        | 1                      |                        |                        |                        |                        |                        |                        |                        |                        |                        | 1                      | 2                      |                        |                        |                        |                        |                        |                        |                        |                        |
| Polen                  | 64                     | 5                      | 6                      | 1                      |                        |                        |                        |                        |                        |                        |                        | 2                      | 3                      |                        |                        | 1                      |                        |                        |                        |                        |                        | 7                      | 3                      |                        | 2                      | 3                      | 2                      |                        |                        | 1                      | 7                      |                        |                        | 2                      |                        |                        | 4                      | 4                      |                        | 10                     |                        | 1                      |                        |
| Vitryssland            | 83                     |                        | 12                     |                        | 8                      | 3                      |                        |                        | 2                      |                        |                        | 7                      |                        |                        |                        |                        | 3                      | 1                      | 2                      | 4                      |                        | 2                      |                        |                        |                        |                        |                        |                        |                        |                        |                        |                        |                        |                        |                        |                        |                        |                        | 4                      | 1                      | 5                      | 3                      | 20                     |
| Österrike              | 93                     | 4                      |                        |                        | 6                      |                        | 1                      |                        |                        |                        | 7                      |                        |                        | 3                      |                        | 1                      |                        | 5                      |                        | 2                      | 1                      | 12                     |                        | 4                      | 3                      | 1                      | 2                      | 10                     |                        | 3                      | 7                      | 5                      |                        | 4                      | 1                      |                        |                        | 3                      |                        | 3                      | 1                      | 4                      |                        |
| Armenien               | 79                     |                        |                        | 4                      |                        |                        | 4                      | 7                      | 1                      |                        | 1                      |                        |                        |                        |                        | 6                      | 10                     | 3                      |                        | 6                      |                        | 4                      |                        | 5                      | 1                      | 4                      |                        |                        |                        |                        |                        | 13                     | 1                      |                        |                        | 2                      | 3                      |                        | 2                      |                        |                        | 2                      |                        |
| Nederländerna          | 150                    | 3                      |                        | 7                      |                        |                        |                        |                        |                        |                        | 6                      | 12                     | 4                      | 3                      |                        | 4                      |                        | 2                      | 4                      |                        |                        | 10                     |                        |                        | 4                      |                        | 8                      | 3                      | 7                      |                        | 4                      | 1                      |                        | 5                      | 12                     | 8                      | 1                      | 10                     | 8                      | 4                      | 9                      | 8                      | 3                      |
| Moldavien              | 374                    | 16                     | 20                     | 8                      | 9                      | 8                      | 3                      |                        | 1                      | 8                      | 11                     | 3                      | 8                      | 13                     | 8                      | 7                      | 13                     | 8                      | 4                      |                        | 14                     | 10                     | 6                      | 14                     | 22                     | 20                     | 7                      | 18                     |                        | 5                      | 8                      |                        | 6                      | 10                     | 20                     | 10                     | 3                      | 7                      | 6                      | 12                     | 4                      | 8                      | 16                     |
| Ungern                 | 200                    | 4                      | 7                      | 4                      | 2                      | 1                      | 7                      | 6                      | 5                      | 3                      | 3                      | 10                     | 4                      |                        | 4                      | 2                      |                        | 2                      | 9                      | 1                      |                        | 6                      | 6                      | 22                     |                        | 4                      | 4                      | 2                      | 8                      | 6                      | 2                      |                        |                        | 8                      | 10                     |                        | 5                      | 1                      | 5                      | 1                      | 24                     |                        | 12                     |
| Italien                | 334                    | 7                      | 6                      | 13                     | 3                      | 10                     | 18                     | 24                     | 24                     | 8                      |                        | 12                     | 9                      | 18                     | 15                     | 15                     | 11                     | 13                     | 5                      | 4                      | 6                      |                        | 12                     | 14                     | 2                      |                        | 4                      | 4                      | 12                     | 2                      | 1                      | 7                      | 18                     |                        | 6                      | 4                      | 12                     | 5                      |                        | 2                      | 7                      | 1                      |                        |
| Danmark                | 77                     | 5                      |                        |                        |                        |                        |                        |                        |                        | 7                      |                        |                        | 8                      |                        | 4                      |                        |                        |                        | 5                      |                        |                        |                        | 3                      |                        | 13                     |                        |                        |                        |                        | 8                      |                        |                        |                        | 3                      | 5                      | 5                      |                        |                        |                        | 2                      | 3                      | 6                      |                        |
| Portugal               | 758                    | 22                     | 16                     | 19                     | 22                     | 24                     | 8                      | 14                     | 18                     | 17                     | 15                     | 20                     | 22                     | 24                     | 20                     | 24                     | 13                     | 24                     | 18                     | 13                     | 22                     | 7                      | 24                     | 20                     | 14                     | 10                     | 22                     |                        | 24                     | 24                     | 15                     | 20                     | 15                     | 17                     | 13                     | 19                     | 20                     | 20                     | 22                     | 20                     | 17                     | 20                     | 20                     |
| Azerbajdzjan           | 120                    |                        |                        | 6                      |                        |                        | 5                      | 2                      |                        |                        |                        |                        |                        |                        |                        |                        | 10                     |                        |                        | 15                     |                        | 5                      |                        |                        |                        | 12                     |                        | 12                     |                        |                        | 1                      | 22                     | 1                      |                        |                        | 4                      | 4                      | 4                      | 1                      |                        |                        | 10                     | 6                      |
| Kroatien               | 128                    | 2                      | 1                      | 3                      |                        |                        | 17                     | 7                      | 9                      | 10                     |                        | 4                      | 1                      |                        |                        |                        |                        |                        |                        |                        |                        | 1                      |                        | 5                      | 1                      | 6                      | 11                     |                        | 8                      | 3                      | 3                      |                        |                        |                        | 6                      | 5                      | 12                     |                        | 1                      | 5                      |                        |                        | 7                      |
| Australien             | 173                    | 10                     |                        |                        | 5                      |                        |                        | 4                      |                        | 8                      | 10                     |                        | 3                      | 8                      | 10                     | 2                      |                        | 1                      | 7                      | 4                      |                        |                        | 10                     | 3                      |                        |                        | 5                      | 5                      | 4                      | 4                      |                        |                        | 4                      | 7                      | 4                      | 7                      | 7                      | 6                      | 7                      | 10                     | 6                      | 10                     | 2                      |
| Grekland               | 77                     |                        | 5                      |                        |                        |                        | 12                     | 4                      |                        |                        |                        |                        |                        | 2                      |                        |                        |                        |                        |                        | 7                      | 11                     | 11                     |                        |                        |                        |                        |                        |                        |                        |                        |                        |                        | 24                     |                        | 1                      |                        |                        |                        |                        |                        |                        |                        |                        |
| Spanien                | 5                      |                        |                        |                        |                        |                        |                        |                        |                        |                        |                        |                        |                        |                        |                        |                        |                        |                        |                        |                        |                        |                        |                        |                        |                        |                        |                        | 5                      |                        |                        |                        |                        |                        |                        |                        |                        |                        |                        |                        |                        |                        |                        |                        |
| Norge                  | 158                    | 6                      |                        | 10                     | 8                      | 5                      |                        |                        |                        | 2                      | 13                     | 3                      |                        |                        | 3                      | 7                      |                        | 16                     | 10                     |                        | 5                      |                        | 2                      |                        |                        | 3                      | 12                     | 2                      | 5                      | 7                      | 2                      | 7                      |                        | 11                     |                        | 6                      |                        | 7                      | 3                      |                        | 2                      |                        | 1                      |
| Storbritannien         | 111                    |                        |                        | 6                      | 4                      |                        |                        | 8                      | 4                      | 3                      |                        | 1                      | 1                      | 1                      | 2                      | 3                      | 1                      |                        | 6                      |                        | 4                      |                        | 7                      |                        | 15                     |                        | 6                      |                        |                        | 5                      | 4                      |                        | 5                      |                        |                        | 3                      | 10                     | 2                      | 5                      |                        |                        | 5                      |                        |
| Cypern                 | 68                     | 2                      |                        |                        |                        |                        | 1                      |                        |                        |                        |                        |                        |                        |                        | 5                      |                        | 24                     |                        |                        |                        | 19                     | 3                      |                        |                        |                        |                        |                        | 1                      |                        |                        |                        | 6                      |                        |                        |                        | 2                      |                        | 5                      |                        |                        |                        |                        |                        |
| Rumänien               | 282                    | 3                      | 5                      | 6                      | 8                      | 7                      | 10                     | 7                      | 11                     | 4                      | 4                      | 10                     | 10                     | 7                      | 3                      | 10                     | 7                      | 4                      | 6                      | 24                     | 2                      | 11                     | 5                      | 4                      | 10                     | 10                     | 6                      | 7                      | 4                      | 8                      | 20                     |                        | 4                      | 2                      |                        | 6                      | 2                      | 6                      | 7                      | 7                      | 6                      | 6                      | 3                      |
| Tyskland               | 6                      |                        |                        |                        |                        |                        |                        |                        |                        |                        |                        |                        |                        |                        |                        |                        |                        |                        |                        |                        |                        |                        |                        |                        |                        |                        |                        |                        | 3                      |                        | 3                      |                        |                        |                        |                        |                        |                        |                        |                        |                        |                        |                        |                        |
| Ukraina                | 36                     |                        | 7                      |                        |                        | 4                      |                        |                        |                        |                        |                        |                        |                        |                        |                        |                        |                        |                        |                        |                        |                        | 1                      |                        |                        |                        | 7                      |                        | 3                      |                        |                        |                        | 4                      |                        | 1                      |                        |                        |                        |                        | 2                      |                        |                        | 7                      |                        |
| Belgien                | 363                    | 13                     | 4                      | 13                     | 22                     | 14                     | 10                     | 5                      | 5                      | 4                      | 8                      | 10                     | 7                      | 8                      | 10                     | 8                      | 5                      | 14                     | 14                     | 2                      | 5                      | 4                      | 12                     | 3                      | 4                      | 9                      | 10                     | 18                     | 13                     | 12                     | 17                     |                        | 5                      | 6                      | 5                      | 8                      | 11                     |                        | 22                     | 8                      | 5                      | 4                      | 6                      |
| Sverige                | 344                    |                        | 3                      | 2                      | 4                      | 13                     | 7                      | 2                      | 7                      | 6                      | 24                     | 5                      | 11                     | 10                     | 18                     | 8                      | 3                      | 9                      | 6                      | 11                     | 9                      | 2                      | 16                     | 3                      | 12                     | 10                     | 4                      | 8                      | 11                     | 10                     | 6                      | 9                      | 11                     | 11                     | 9                      | 4                      | 7                      | 14                     | 7                      | 12                     | 6                      | 7                      | 7                      |
| Bulgarien              | 615                    | 14                     | 14                     | 14                     | 15                     | 17                     | 8                      | 20                     | 18                     | 24                     | 14                     | 17                     | 20                     | 16                     | 13                     | 9                      | 12                     | 14                     | 19                     | 18                     | 7                      |                        | 10                     | 16                     | 13                     | 10                     | 13                     | 8                      | 14                     | 18                     | 16                     | 13                     | 17                     | 24                     | 18                     | 22                     | 15                     | 18                     | 14                     | 19                     | 18                     | 14                     | 2                      |
| Frankrike              | 135                    |                        | 5                      |                        |                        | 10                     | 5                      | 6                      | 4                      | 11                     |                        |                        |                        | 3                      | 1                      |                        | 4                      |                        | 1                      | 5                      | 11                     | 12                     |                        | 2                      |                        | 7                      |                        | 10                     | 3                      |                        |                        | 3                      | 5                      | 4                      | 4                      | 1                      |                        | 4                      |                        |                        | 3                      |                        | 11                     |

| Juryröstning          | Juryröstning | Juryröstning | Juryröstning | Juryröstning | Juryröstning | Juryröstning | Juryröstning | Juryröstning | Juryröstning | Juryröstning | Juryröstning | Juryröstning | Juryröstning | Juryröstning | Juryröstning | Juryröstning | Juryröstning | Juryröstning | Juryröstning | Juryröstning | Juryröstning | Juryröstning | Juryröstning | Juryröstning | Juryröstning | Juryröstning | Juryröstning | Juryröstning | Juryröstning | Juryröstning | Juryröstning | Juryröstning | Juryröstning | Juryröstning | Juryröstning | Juryröstning | Juryröstning | Juryröstning | Juryröstning | Juryröstning | Juryröstning | Juryröstning | Juryröstning |
| Röster (→) Bidrag (↓) | Totalt       | SE           | AZ           | SM           | LV           | IL           | ME           | AL           | MT           | MK           | DK           | AT           | NO           | ES           | FI           | FR           | GR           | LT           | EE           | MD           | AM           | BG           | IS           | RS           | AU           | IT           | DE           | PT           | CH           | NL           | IE           | GE           | CY           | BY           | RO           | HU           | SI           | BE           | PL           | UK           | HR           | CZ           | UA           |
| --------------------- | ------------ | ------------ | ------------ | ------------ | ------------ | ------------ | ------------ | ------------ | ------------ | ------------ | ------------ | ------------ | ------------ | ------------ | ------------ | ------------ | ------------ | ------------ | ------------ | ------------ | ------------ | ------------ | ------------ | ------------ | ------------ | ------------ | ------------ | ------------ | ------------ | ------------ | ------------ | ------------ | ------------ | ------------ | ------------ | ------------ | ------------ | ------------ | ------------ | ------------ | ------------ | ------------ | ------------ |
| Israel                | 34           |              | 4            |              |              |              |              |              | 7            |              |              |              | 5            |              |              | 6            |              |              |              |              |              | 8            |              | 1            |              |              |              |              |              |              |              |              |              | 1            | 2            |              |              |              |              |              |              |              |              |
| Polen                 | 23           |              | 6            | 1            |              |              |              |              |              |              |              |              |              |              |              |              |              |              |              |              |              | 7            |              |              | 2            |              |              |              |              |              |              |              |              | 2            |              |              | 4            |              |              |              |              | 1            |              |
| Vitryssland           | 50           |              | 12           |              | 2            | 1            |              |              | 2            |              |              | 7            |              |              |              |              | 3            |              |              | 3            |              | 2            |              |              |              |              |              |              |              |              |              |              |              |              |              |              |              |              |              | 1            | 5            |              | 12           |
| Österrike             | 93           | 4            |              |              | 6            |              | 1            |              |              |              | 7            |              |              | 3            |              | 1            |              | 5            |              | 2            | 1            | 12           |              | 4            | 3            | 1            | 2            | 10           |              | 3            | 7            | 5            |              | 4            | 1            |              |              | 3            |              | 3            | 1            | 4            |              |
| Armenien              | 58           |              |              | 4            |              |              | 4            | 7            | 1            |              | 1            |              |              |              |              |              | 8            | 3            |              | 6            |              | 4            |              | 5            | 1            | 4            |              |              |              |              |              | 3            |              |              |              | 2            | 3            |              | 2            |              |              |              |              |
| Nederländerna         | 135          | 3            |              | 7            |              |              |              |              |              |              | 5            | 12           | 4            | 1            |              | 4            |              | 2            | 4            |              |              | 10           |              |              | 4            |              | 7            | 3            | 7            |              | 4            | 1            |              | 5            | 12           | 8            | 1            |              | 8            | 4            | 8            | 8            | 3            |
| Moldavien             | 110          | 8            | 10           |              | 1            | 3            |              |              |              | 6            | 3            |              | 2            | 7            | 3            |              | 7            |              |              |              | 8            |              |              | 7            | 10           | 8            |              | 6            |              |              |              |              |              |              | 8            |              |              |              |              | 6            |              | 3            | 4            |
| Ungern                | 48           |              |              |              |              |              |              |              | 3            |              |              | 5            |              |              |              |              |              |              | 1            | 1            |              |              | 4            | 10           |              |              | 1            |              | 3            |              |              |              |              |              |              |              |              |              |              |              | 12           |              | 8            |
| Italien               | 126          | 6            |              | 3            |              | 2            | 8            | 12           | 12           |              |              | 6            | 7            | 10           | 7            | 10           | 4            | 8            |              |              | 2            |              | 5            | 8            |              |              |              |              | 2            |              |              | 2            | 10           |              |              |              | 2            |              |              |              |              |              |              |
| Danmark               | 69           | 5            |              |              |              |              |              |              |              | 7            |              |              | 8            |              | 4            |              |              |              | 5            |              |              |              | 3            |              | 5            |              |              |              |              | 8            |              |              |              | 3            | 5            | 5            |              |              |              | 2            | 3            | 6            |              |
| Portugal              | 382          | 12           | 8            | 12           | 12           | 12           |              | 6            | 10           | 10           | 10           | 8            | 10           | 12           | 8            | 12           | 5            | 12           | 8            | 7            | 12           |              | 12           | 12           | 7            | 5            | 10           |              | 12           | 12           | 5            | 12           | 8            | 10           | 6            | 12           | 12           | 8            | 12           | 12           | 7            | 12           | 10           |
| Azerbajdzjan          | 78           |              |              | 5            |              |              |              | 2            |              |              |              |              |              |              |              |              | 10           |              |              | 5            |              | 5            |              |              |              | 12           |              | 12           |              |              | 1            | 10           | 1            |              |              | 4            |              | 4            | 1            |              |              |              | 6            |
| Kroatien              | 25           |              | 1            |              |              |              | 5            |              | 6            |              |              |              |              |              |              |              |              |              |              |              |              |              |              |              |              |              | 3            |              |              |              |              |              |              |              | 3            |              |              |              |              |              |              |              | 7            |
| Australien            | 171          | 10           |              |              | 5            |              |              | 4            |              | 8            | 8            |              | 3            | 8            | 10           | 2            |              | 1            | 7            | 4            |              |              | 10           | 3            |              |              | 5            | 5            | 4            | 4            |              |              | 4            | 7            | 4            | 7            | 7            | 6            | 7            | 10           | 6            | 10           | 2            |
| Grekland              | 48           |              | 5            |              |              |              | 12           | 1            |              |              |              |              |              | 2            |              |              |              |              |              |              | 10           | 6            |              |              |              |              |              |              |              |              |              |              | 12           |              |              |              |              |              |              |              |              |              |              |
| Spanien               | 0            |              |              |              |              |              |              |              |              |              |              |              |              |              |              |              |              |              |              |              |              |              |              |              |              |              |              |              |              |              |              |              |              |              |              |              |              |              |              |              |              |              |              |
| Norge                 | 129          |              |              | 10           | 7            | 5            |              |              |              | 2            | 6            | 3            |              |              | 1            | 7            |              | 10           | 10           |              | 5            |              | 1            |              |              | 3            | 12           | 2            | 5            | 7            | 2            | 7            |              | 6            |              | 6            |              | 7            | 3            |              | 2            |              |              |
| Storbritannien        | 99           |              |              | 6            | 4            |              |              | 8            |              | 3            |              | 1            | 1            |              | 2            | 3            | 1            |              | 6            |              | 4            |              | 7            |              | 12           |              | 6            |              |              | 5            |              |              | 5            |              |              | 3            | 10           | 2            | 5            |              |              | 5            |              |
| Cypern                | 36           | 2            |              |              |              |              |              |              |              |              |              |              |              |              | 5            |              | 12           |              |              |              | 7            |              |              |              |              |              |              | 1            |              |              |              | 4            |              |              |              |              |              | 5            |              |              |              |              |              |
| Rumänien              | 58           |              | 3            |              | 3            |              | 10           | 3            | 5            | 4            |              |              |              |              |              |              | 6            |              |              | 12           |              | 3            |              |              |              |              |              |              |              | 1            | 8            |              |              |              |              |              |              |              |              |              |              |              |              |
| Tyskland              | 3            |              |              |              |              |              |              |              |              |              |              |              |              |              |              |              |              |              |              |              |              |              |              |              |              |              |              |              |              |              | 3            |              |              |              |              |              |              |              |              |              |              |              |              |
| Ukraina               | 12           |              | 7            |              |              | 4            |              |              |              |              |              |              |              |              |              |              |              |              |              |              |              | 1            |              |              |              |              |              |              |              |              |              |              |              |              |              |              |              |              |              |              |              |              |              |
| Belgien               | 108          | 1            |              | 8            | 10           | 8            | 6            |              |              |              | 2            | 2            |              | 4            |              |              |              | 4            | 2            |              |              |              | 2            |              |              | 7            |              | 8            | 6            | 2            | 12           |              | 3            |              |              |              | 5            |              | 10           | 5            |              |              | 1            |
| Sverige               | 218          |              |              |              |              | 10           | 7            |              |              | 1            | 12           | 4            | 6            | 5            | 12           | 8            |              | 6            | 3            | 8            | 6            |              | 8            | 2            | 6            | 10           | 4            | 7            | 10           | 6            | 6            | 8            | 6            | 8            | 7            | 1            | 6            | 12           | 4            | 8            | 4            | 7            |              |
| Bulgarien             | 278          | 7            | 2            | 2            | 8            | 7            | 2            | 10           | 8            | 12           | 4            | 10           | 12           | 6            | 6            | 5            | 2            | 7            | 12           | 10           |              |              | 6            | 6            | 8            | 2            | 8            |              | 8            | 10           | 10           | 6            | 7            | 12           | 10           | 10           | 8            | 10           | 6            | 7            | 10           | 2            |              |
| Frankrike             | 45           |              |              |              |              | 6            | 3            | 5            | 4            | 5            |              |              |              |              |              |              |              |              |              |              | 3            |              |              |              |              | 6            |              | 4            | 1            |              |              |              | 2            |              |              |              |              | 1            |              |              |              |              | 5            |

| Teleröstning          | Teleröstning | Teleröstning | Teleröstning | Teleröstning | Teleröstning | Teleröstning | Teleröstning | Teleröstning | Teleröstning | Teleröstning | Teleröstning | Teleröstning | Teleröstning | Teleröstning | Teleröstning | Teleröstning | Teleröstning | Teleröstning | Teleröstning | Teleröstning | Teleröstning | Teleröstning | Teleröstning | Teleröstning | Teleröstning | Teleröstning | Teleröstning | Teleröstning | Teleröstning | Teleröstning | Teleröstning | Teleröstning | Teleröstning | Teleröstning | Teleröstning | Teleröstning | Teleröstning | Teleröstning | Teleröstning | Teleröstning | Teleröstning | Teleröstning | Teleröstning |
| Röster (→) Bidrag (↓) | Totalt       | SE           | AZ           | SM           | LV           | IL           | ME           | AL           | MT           | MK           | DK           | AT           | NO           | ES           | FI           | FR           | GR           | LT           | EE           | MD           | AM           | BG           | IS           | RS           | AU           | IT           | DE           | PT           | CH           | NL           | IE           | GE           | CY           | BY           | RO           | HU           | SI           | BE           | PL           | UK           | HR           | CZ           | UA           |
| --------------------- | ------------ | ------------ | ------------ | ------------ | ------------ | ------------ | ------------ | ------------ | ------------ | ------------ | ------------ | ------------ | ------------ | ------------ | ------------ | ------------ | ------------ | ------------ | ------------ | ------------ | ------------ | ------------ | ------------ | ------------ | ------------ | ------------ | ------------ | ------------ | ------------ | ------------ | ------------ | ------------ | ------------ | ------------ | ------------ | ------------ | ------------ | ------------ | ------------ | ------------ | ------------ | ------------ | ------------ |
| Israel                | 5            |              | 1            |              |              |              |              |              |              | 1            |              |              |              |              |              | 3            |              |              |              |              |              |              |              |              |              |              |              |              |              |              |              |              |              |              |              |              |              |              |              |              |              |              |              |
| Polen                 | 41           | 5            |              |              |              |              |              |              |              |              |              | 2            | 3            |              |              | 1            |              |              |              |              |              |              | 3            |              |              | 3            | 2            |              |              | 1            | 7            |              |              |              |              |              |              | 4            |              | 10           |              |              |              |
| Vitryssland           | 33           |              |              |              | 6            | 2            |              |              |              |              |              |              |              |              |              |              |              | 1            | 2            | 1            |              |              |              |              |              |              |              |              |              |              |              | 6            |              |              |              |              |              |              | 4            |              |              | 3            | 8            |
| Österrike             | 0            |              |              |              |              |              |              |              |              |              |              |              |              |              |              |              |              |              |              |              |              |              |              |              |              |              |              |              |              |              |              |              |              |              |              |              |              |              |              |              |              |              |              |
| Armenien              | 21           |              |              |              |              |              |              |              |              |              |              |              |              |              |              | 6            | 2            |              |              |              |              |              |              |              |              |              |              |              |              |              |              | 10           | 1            |              |              |              |              |              |              |              |              | 2            |              |
| Nederländerna         | 15           |              |              |              |              |              |              |              |              |              | 1            |              |              | 2            |              |              |              |              |              |              |              |              |              |              |              |              | 1            |              |              |              |              |              |              |              |              |              |              | 10           |              |              | 1            |              |              |
| Moldavien             | 264          | 8            | 10           | 8            | 8            | 5            | 3            |              | 1            | 2            | 8            | 3            | 6            | 6            | 5            | 7            | 6            | 8            | 4            |              | 6            | 10           | 6            | 7            | 12           | 12           | 7            | 12           |              | 5            | 8            |              | 6            | 10           | 12           | 10           | 3            | 7            | 6            | 6            | 4            | 5            | 12           |
| Ungern                | 152          | 4            | 7            | 4            | 2            | 1            | 7            | 6            | 2            | 3            | 3            | 5            | 4            |              | 4            | 2            |              | 2            | 8            |              |              | 6            | 2            | 12           |              | 4            | 3            | 2            | 5            | 6            | 2            |              |              | 8            | 10           |              | 5            | 1            | 5            | 1            | 12           |              | 4            |
| Italien               | 208          | 1            | 6            | 10           | 3            | 8            | 10           | 12           | 12           | 8            |              | 6            | 2            | 8            | 8            | 5            | 7            | 5            | 5            | 4            | 4            |              | 7            | 6            | 2            |              | 4            | 4            | 10           | 2            | 1            | 5            | 8            |              | 6            | 4            | 10           | 5            |              | 2            | 7            | 1            |              |
| Danmark               | 8            |              |              |              |              |              |              |              |              |              |              |              |              |              |              |              |              |              |              |              |              |              |              |              | 8            |              |              |              |              |              |              |              |              |              |              |              |              |              |              |              |              |              |              |
| Portugal              | 376          | 10           | 8            | 7            | 10           | 12           | 8            | 8            | 8            | 7            | 5            | 12           | 12           | 12           | 12           | 12           | 8            | 12           | 10           | 6            | 10           | 7            | 12           | 8            | 7            | 5            | 12           |              | 12           | 12           | 10           | 8            | 7            | 7            | 7            | 7            | 8            | 12           | 10           | 8            | 10           | 8            | 10           |
| Azerbajdzjan          | 42           |              |              | 1            |              |              | 5            |              |              |              |              |              |              |              |              |              |              |              |              | 10           |              |              |              |              |              |              |              |              |              |              |              | 12           |              |              |              |              | 4            |              |              |              |              | 10           |              |
| Kroatien              | 103          | 2            |              | 3            |              |              | 12           | 7            | 3            | 10           |              | 4            | 1            |              |              |              |              |              |              |              |              | 1            |              | 5            | 1            | 6            | 8            |              | 8            | 3            | 3            |              |              |              | 3            | 5            | 12           |              | 1            | 5            |              |              |              |
| Australien            | 2            |              |              |              |              |              |              |              |              |              | 2            |              |              |              |              |              |              |              |              |              |              |              |              |              |              |              |              |              |              |              |              |              |              |              |              |              |              |              |              |              |              |              |              |
| Grekland              | 29           |              |              |              |              |              |              | 3            |              |              |              |              |              |              |              |              |              |              |              | 7            | 1            | 5            |              |              |              |              |              |              |              |              |              |              | 12           |              | 1            |              |              |              |              |              |              |              |              |
| Spanien               | 5            |              |              |              |              |              |              |              |              |              |              |              |              |              |              |              |              |              |              |              |              |              |              |              |              |              |              | 5            |              |              |              |              |              |              |              |              |              |              |              |              |              |              |              |
| Norge                 | 29           | 6            |              |              | 1            |              |              |              |              |              | 7            |              |              |              | 2            |              |              | 6            |              |              |              |              | 1            |              |              |              |              |              |              |              |              |              |              | 5            |              |              |              |              |              |              |              |              | 1            |
| Storbritannien        | 12           |              |              |              |              |              |              |              | 4            |              |              |              |              | 1            |              |              |              |              |              |              |              |              |              |              | 3            |              |              |              |              |              | 4            |              |              |              |              |              |              |              |              |              |              |              |              |
| Cypern                | 32           |              |              |              |              |              | 1            |              |              |              |              |              |              |              |              |              | 12           |              |              |              | 12           | 3            |              |              |              |              |              |              |              |              |              | 2            |              |              |              | 2            |              |              |              |              |              |              |              |
| Rumänien              | 224          | 3            | 2            | 6            | 5            | 7            |              | 4            | 6            |              | 4            | 10           | 10           | 7            | 3            | 10           | 1            | 4            | 6            | 12           | 2            | 8            | 5            | 4            | 10           | 10           | 6            | 7            | 4            | 7            | 12           |              | 4            | 2            |              | 6            | 2            | 6            | 7            | 7            | 6            | 6            | 3            |
| Tyskland              | 3            |              |              |              |              |              |              |              |              |              |              |              |              |              |              |              |              |              |              |              |              |              |              |              |              |              |              |              | 3            |              |              |              |              |              |              |              |              |              |              |              |              |              |              |
| Ukraina               | 24           |              |              |              |              |              |              |              |              |              |              |              |              |              |              |              |              |              |              |              |              |              |              |              |              | 7            |              | 3            |              |              |              | 4            |              | 1            |              |              |              |              | 2            |              |              | 7            |              |
| Belgien               | 225          | 12           | 4            | 5            | 12           | 6            | 4            | 5            | 5            | 4            | 6            | 8            | 7            | 4            | 10           | 8            | 5            | 10           | 12           | 2            | 5            | 4            | 10           | 3            | 4            | 2            | 10           | 10           | 7            | 10           | 5            |              | 2            | 6            | 5            | 8            | 6            |              | 12           | 3            | 5            | 4            | 5            |
| Sverige               | 126          |              | 3            | 2            | 4            | 3            |              | 2            | 7            | 5            | 12           | 1            | 5            | 5            | 6            |              | 3            | 3            | 3            | 3            | 3            | 2            | 8            | 1            | 6            |              |              | 1            | 1            | 4            |              | 1            | 5            | 3            | 2            | 3            | 1            | 2            | 3            | 4            | 2            |              | 7            |
| Bulgarien             | 337          | 7            | 12           | 12           | 7            | 10           | 6            | 10           | 10           | 12           | 10           | 7            | 8            | 10           | 7            | 4            | 10           | 7            | 7            | 8            | 7            |              | 4            | 10           | 5            | 8            | 5            | 8            | 6            | 8            | 6            | 7            | 10           | 12           | 8            | 12           | 7            | 8            | 8            | 12           | 8            | 12           | 2            |
| Frankrike             | 90           |              | 5            |              |              | 4            | 2            | 1            |              | 6            |              |              |              | 3            | 1            |              | 4            |              | 1            | 5            | 8            | 12           |              | 2            |              | 1            |              | 6            | 2            |              |              | 3            | 3            | 4            | 4            | 1            |              | 3            |              |              | 3            |              | 6            |

### Röstningsordning
| Nr | Land         | Poängutdelare             |
| -- | ------------ | ------------------------- |
| 1  | Sverige      | Wiktoria Johansson        |
| 2  | Azerbajdzjan | Tural Asadov              |
| 3  | San Marino   | Lia Fiorio                |
| 4  | Lettland     | Aminata                   |
| 5  | Israel       | Ofer Nachshon             |
| 6  | Montenegro   | Tijana Mišković           |
| 7  | Albanien     | Andri Xhahu               |
| 8  | Malta        | Martha Fenech             |
| 9  | Makedonien   | Ilija Grujoski            |
| 10 | Danmark      | Ulla Essendrop            |
| 11 | Österrike    | Kristina Inhof            |
| 12 | Norge        | Marcus & Martinus         |
| 13 | Spanien      | Nieves Álvarez            |
| 14 | Finland      | Jenni Vartiainen          |
| 15 | Frankrike    | Élodie Gossuin            |
| 16 | Grekland     | Constantinos Christoforou |
| 17 | Litauen      | Eglė Daugėlaitė           |
| 18 | Estland      | Jüri Pootsmann            |
| 19 | Moldavien    | Gloria Gorceag            |
| 20 | Armenien     | Iveta Mukutjian           |
| 21 | Bulgarien    | Boryana Gramatikova       |
| 22 | Island       | Björgvin Halldórsson      |

| Nr | Land           | Poängutdelare            |
| -- | -------------- | ------------------------ |
| 23 | Serbien        | Sanja Vučić              |
| 24 | Australien     | Lee Lin Chin             |
| 25 | Italien        | Giulia Valentina Palermo |
| 26 | Tyskland       | Barbara Schöneberger     |
| 27 | Portugal       | Filomena Cautela         |
| 28 | Schweiz        | Luca Hänni               |
| 29 | Nederländerna  | Douwe Bob                |
| 30 | Irland         | Nicky Byrne              |
| 31 | Georgien       | Nika Kocharov            |
| 32 | Cypern         | Giannis Karagiannis      |
| 33 | Vitryssland    | Aljona Lanskaja          |
| 34 | Rumänien       | Sonia Argint-Ionescu     |
| 35 | Ungern         | Csilla Tatár             |
| 36 | Slovenien      | Katarina Čas             |
| 37 | Belgien        | Fanny Gillard            |
| 38 | Polen          | Anna Popek               |
| 39 | Storbritannien | Katrina Leskanich        |
| 40 | Kroatien       | Uršula Tolj              |
| 41 | Tjeckien       | Radka Rosická            |
| 42 | Ukraina        | Zlata Ohnevytj           |

## Resultattabeller

### Icke-kvalificerade länder
Efter att finalen avslutades släpptes poäng och placeringar för semifinalisterna. Nedan redovisas uppgifterna för de semifinalister som inte tog sig till finalen efter totalpoäng.
| Placering | Land       | Poäng | Sista program |
| --------- | ---------- | ----- | ------------- |
| 27        | Georgien   | 99    | Semifinal 1   |
| 28        | Serbien    | 98    | Semifinal 2   |
| 29        | Schweiz    | 97    | Semifinal 2   |
| 30        | Finland    | 92    | Semifinal 1   |
| 31        | Irland     | 86    | Semifinal 2   |
| 32        | Estland    | 85    | Semifinal 2   |
| 33        | Tjeckien   | 83    | Semifinal 1   |
| 34        | Albanien   | 76    | Semifinal 1   |
| 35        | Makedonien | 69    | Semifinal 2   |
| 36        | Island     | 60    | Semifinal 1   |
| 37        | Montenegro | 56    | Semifinal 1   |
| 38        | Malta      | 55    | Semifinal 2   |
| 39        | Litauen    | 42    | Semifinal 2   |
| 40        | Slovenien  | 36    | Semifinal 1   |
| 41        | Lettland   | 21    | Semifinal 1   |
| 42        | San Marino | 1     | Semifinal 2   |

## Kalender
Nedan redovisas viktiga händelser som skedde kring Eurovisionen, men också uttagningsdatum för de tävlande länderna. För uttagningsdatumen är det endast finaler som redovisas.

### 2016
- 14 maj: Finalen av 2016 års upplaga av ESC avgjordes där Ukraina tog hem segern.
- 13-14 juni: Första formella mötet mellan NSTU och EBU.
- 30 juni: Städerna Dnipro och Kiev lämnade in sin respektive ansökan om att bli värdstad 2017.

#### 201tr6
- 8 juli: Ansökningstiden för ukrainska städer att bli värdstad 2017 gick ut.
- 8-15 juli: NSTU granskade alla inkomna förslag på värdstäder.
- 1 september: Före detta datum får inga tävlande ESC-bidrag för 2017 ha varit publicerade för allmän lyssning.
- 9 september: Kiev presenterades som värdstad för ESC 2017.
- 10 oktober: Efter detta datum får länder som anmält sitt deltagande men som eventuellt hoppar av böter av EBU (om inget annat anges).
- 31 oktober: EBU bekräftade deltagarlistan.

### 2017
- 31 januari: Lottningen för semifinalerna ägde rum.
- mars/april: Startordningen för semifinalerna fastställs.
- mars: Senast detta datum ska alla tävlande länder ha valt artist och bidrag.
- 25 mars: Riga Eurovision Pre Party äger rum.
- 2 april: London Eurovision Party äger rum.
- 8 april: Eurovision in Concert äger rum i Amsterdam.
- 13 april: Ryssland meddelar sitt avhopp från tävlingen.
- 1 maj: Senast detta datum ska EBU ha presenterat jurymedlemmarna till respektive tävlingslands röstande jury i semifinalerna och finalen.
- 1-7 maj: Repetitionerna ägde rum.
- 7 maj: Invigningen ägde rum.
- 8 maj: Första två genrep ägde rum inför semifinal 1 (i det ena genrepet avlade jurygrupperna sina poäng).
- 9 maj: Semifinal 1 sändes.
- 10 maj: Första två genrep ägde rum inför semifinal 2 (i det ena genrepet avlade jurygrupperna sina poäng).
- 11 maj: Semifinal 2 sändes.
- 12 maj: Första två genrep ägde rum inför finalen (i det ena genrepet avlade jurygrupperna sina poäng).
- 13 maj: Finalen sändes, där Portugal korades till vinnare.

## Anteckningar
1. ↑  på uppdrag av ARD.